# Heart Communication Systems AB
Heart Communication Systems AB är ett teknik- och IT-innovationsföretag, bildades 1992 av Lennart Lindgård och Mats Blomqvist, som utvecklade hårdvaran. Företagets huvudsyfte var att utveckla, tillverka och marknadsföra Heart m1, en dedicerad dator stor som en kontorspärm. Syftet med Heart m1 var att sammanbinda en bildläsare och –skrivare av standardtyp till ett fax- och kopiatorsystem, avsett för ett litet kontor. Systemet kunde också kopplas till, och fungera i symbios med en persondator. 1997 såldes huvuddelen av företaget av grundarna och gick året därpå i konkurs.
Heart anlitade Nyexade Peter Sundström, som programmerare. Peter skapade en demonstratör av systemet på en Amiga 500 och NUTEK valde att finansiera vidareutveckling av systemet. Peter jobbade på bensinmack på dagarna och med programmering på nätterna. Detta var såklart inte hållbart i längden. Peter slutade 1994, men fortsatte att på konsultbasis hålla företaget flytande tills konkursen 1997. 
För att uppnå maximal prestanda på minimal hårdvara skrevs all mjukvara i 100% Assembler. När systemet fungerade på Amiga så startade en lång procedur för att debugga hårdvaran i målsystemet. När den till slut fungerade portades mjukvaran på några dagar och ett fungerande system kunde demonstreras.
Heart m1 kopplades med parallell-port till en skrivare. Såväl moderna HP-skrivare som gamla 9-nålars matrisskrivare stöddes av Heart m1. Man kunde således utan problem ta emot fax på sin gamla IBM Graphics printer. Den hade inbyggt faxmodem - 14400 baud. Den stödde ett antal olika scanners som kopplades in med SCSI-gränssnitt. M.h.a scannern kunde man antingen kopiera bilder till printern, eller faxa dem till valfri mottagare. Heart m1 styrdes m.h.a en fjärrkontroll, liknande den man använder till en vanlig tv.
Heart m1 bestod av ett inbyggt system med en Motorola 68306 CPU med diverse I/O-kretsar för att kommunicera med fax-modem, printer och scanner.